# Хилько Раїса Олексіївна
Раї́са Олексі́ївна Хилько́ (нар. 21 вересня 1950, Дніпропетровськ) — українська артистка балету та балетмейстерка-репетитор. Народна артистка УРСР (1978).

## Життєпис
Раїса Хилько народилася 21 вересня 1950 року в місті Дніпропетровськ. Батько — Олексій Миколайович (1903–1973) — працював першим горновим на Дніпровському металургійному заводі. Мати — Лідія Миколаївна (1913–1993), ветеран праці.
Танцювати Раїса почала у Будинку піонерів м. Дніпропетровська (тепер — КПНЗ Міський палац дітей та юнацтва ДМР), де педагоги помітили видатні здібності дівчинки і порадили батькам віддати її на професійне навчання балету.
У 1968 році закінчила Київське державне хореографічне училище, клас педагога Верекундової Наталії Вікторівни. 
З 1968 по 1994 рік — солістка та прима-балерина Київського академічного театру опери та балету імені Тараса Шевченка.
Ще студенткою останнього курсу училища дебютувала на сцені театру в сольній партії Великих Лебедів в балеті «Лебедине озеро».
У 1969 році виконала свою першу балеринську партію в балеті «Шопеніана».
1973 рік — заслужена артистка Української РСР. 
1978 рік — лауреатка (золота медаль) Міжнародного конкурсу артистів балету в Варні (Болгарія).
У 1984 році закінчила балетмейстерський факультет ГІТІСа за спеціальністю балетмейстер-репетитор.
У 1995–2000 роках — солістка та педагог-репетитор Київського музичного театру (КМАТОБ) для дітей та юнацтва.
У 2000–2002 роках — викладачка історії балету та методики викладання класичного танцю в Київському національному університеті театру, кіно і телебачення імені Івана Карпенка-Карого.
З 2002 року — балетмейстер-репетитор Національної опери України. Серед її учениць — Єлізавета Чепрасова, Ганна Муромцева, Юлія Москаленко, Аліса Воронова, Анастасія Шевченко, Вероніка Гордіна, Наталя Лазебнікова.
Як запрошена солістка та у складі колективу Національної опери України гастролювала в Японії, Італії, Іспанії, Франції, Німеччині, Португалії, Угорщині, Болгарії, Єгипті, Аргентині, Бразилії, Перу, Нікарагуа та інших країнах. 

## Доробок

Р. Хилько та С. Лукін в балеті «Баядерка»

Партії в балетах:
- Нікія — «Баядерка»

- Кітрі — «Дон Кіхот»
- Клара (Маша) — «Лускунчик»
- Діва-сильфіда — «Шопеніана»
- Сильфіда[5] — «Сильфіда»
- Жізель[6] — «Жізель»
- Кармен — «Кармен-сюїта»
- Раймонда — «Раймонда» О. Глазунова
- Аврора й Оділія-Одетта — «Спляча красуня» та «Лебедине озеро» Петра Чайковського
- Егіна — «Спартак» А. Хачатуряна
- Мавка[7] — «Лісова пісня» та багато інших.

Р. Хилько в ролі Мавки в балеті «Лісова пісня»

Р. Хилько в ролі Оділії та В. Нєкрасов в ролі принца Зігфріда

Брала участь у постановках відомих хореографів, серед яких А. Шекера, О. Виноградов, В. Литвинов, Г. Ковтун, Г. Майоров, Р. Клявін, М.-Е. Мурдмаа.
Протягом своєї творчої кар'єри танцювала з такими партнерами, як В. Нєкрасов, С. Лукін, В. Ковтун, В. Федотов, М. Прядченко, В. Федорченко, В. Відінєєв, О. Ратманський та ін.